# Podagrostis aequivalvis
Podagrostis aequivalvis, vrsta trajnice nekada uključivana u rod rosulja, porodica trava. Hemikriptofit rasprostranjen od Aleutskog otočja preko Aljaske do Oregona.

## Sinonimi
- Agrostis aequivalvis (Trin.) Trin.
- Agrostis canina var. aequivalvis Trin.
- Calamagrostis aequivalvis (Trin.) Steffen
- Deyeuxia aequivalvis (Trin.) Benth.